# Lijst van bestuurders van de Westelijke Sahara
Dit is een lijst van bestuurders van de Westelijke Sahara vanaf 1884 tot heden. Nadat een algemene tijdslijn is gegeven, worden de vertegenwoordigers van de Voorlopige Administratie opgesomd, gevolgd door eerst de bestuurders van de Arabische Democratische Republiek Sahara (ADRS) en dan de Marokkaanse bestuurders.
Omdat Marokko Polisario noch de leiders van de ADRS erkent, beschouwt het zijn eigen vorst Mohammed VI als de legitieme leider van de Westelijke Sahara.

## Algemene tijdlijn
- 1884: Spaans West-Afrika;
- 1885: Protectoraat Spaans West-Afrika;
- 1912: Spaanse Sahara;
- 1958: Overzees gebiedsdeel Spaanse Sahara;
- 1974: Autonomie toegekend (niet in praktijk);
- 1975-heden: Marokkaanse (historische) aanspraken op de Westelijke Sahara (voorheen ook op Mauritanië);
- 29 februari 1976: Saharawi Arabische Democratische Republiek wordt uitgeroepen;
- april 1976: Het noordelijk deel van de Westelijke Sahara wordt door Marokko bezet, het zuidelijke deel door Mauritanië;
- augustus 1979: Marokko neemt het bestuur van het zuidelijk deel van het land over van Mauritanië;
- 1991: Staakt-het-vuren;
- 25 maart 2006: Koning Mohammed VI richt de CORCAS op. Dit is de Conseil Royal Consultatif pour les Affaires Sahariennes ("Koninklijke Adviesraad voor de Saharaanse Zaken").

## Vertegenwoordigers van de Voorlopige Administratie
| Rafael de Valdes Iglesias (Spanje) | febr. 1976 |
| Ahmed Bensouda (Marokko)           | febr. 1976 |
| Abdellahi Ould Sjeik               | febr. 1976 |

## Bestuurders van de Saharawi Arabische Democratische Republiek

### Voorzitters van de Revolutionaire Raad
| El Wali Mustafa Sayed    | febr.-juni 1976 | Polisario |
| Mahfoud Ali Beiba (a.i.) | juni-aug. 1976  | Polisario |

### Voorzitter van de Revolutionaire Commandoraad
| Mohamed Abdelaziz | 1976-1982 | Polisario |

### President van de Sahawari Arabische Democratische Republiek
| Mohamed Abdelaziz | 1982-2016  | Polisario |
| Brahim Ghali      | 2016-heden | Polisario |

## Voorzitter van de CORCAS
| Khelli Henna Ould Rachid | 2006-heden | Marokko |